# Hinton Waldrist
Hinton Waldrist est une paroisse civile et un village de l'Oxfordshire, en Angleterre.

## Histoire
En 1856 le photographe londonien Thomas Richard Williams publie Scenes in Our Village, une série de 59 photographies stéréoscopiques représentant des scènes de la vie dans ce village rural ; il n'indique pas à l'époque la localisation du village ; il a été identifié par Brian May et Elena Vidal, spécialistes de ce photographe, en 2009 dans leur ouvrage A Village Lost and Found.